# 역병

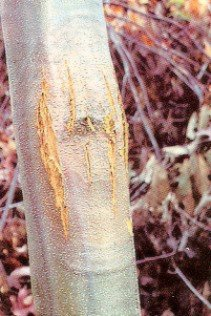
역병에 걸린 밤나무.

역병(疫病) 또는 마름병(blight)은 병원체 유기물의 감염으로 식물에 일어나는 특정 증상이다. 역병에 걸린 식물은 급속한 황백화, 갈변, 조직 괴사 등의 증세를 보인다. 이러한 증세를 보이는 식물 질병을 통칭하여 역병이라 하며, 그 병원체는 곰팡이, 박테리아 등 사례마다 제각각 다르다. 대표적인 사례로는 감자역병, 옥수수잎역병, 밤역병, 화상병이 있다.